# George Axelrod
George Axelrod (New York, 9 giugno 1922 – Los Angeles, 21 giugno 2003) è stato uno sceneggiatore, regista e drammaturgo statunitense, meglio conosciuto per la sua commedia The Seven Year Itch (1952), che è stata adattata in un film interpretato da Marilyn Monroe. Axelrod è stato nominato per un Academy Award per il suo adattamento del 1961 di Colazione da Tiffany di Truman Capote e ha anche adattato The Manchurian Candidate (1962) di Richard Condon.

## Biografia
Axelrod è nato a New York City, figlio di Beatrice Carpenter, un'attrice di film muti, e Herman Axelrod, un laureato alla Columbia che aveva lavorato all'annuale Varsity Show della scuola con Oscar Hammerstein e che in seguito si è dedicato al settore immobiliare. Suo padre era un ebreo russo e sua madre era di origine scozzese e inglese. Ha avuto tre figli: Peter Axelrod, avvocato; Steven Axelrod, appaltatore di pittura e scrittore; Nina Axelrod, attrice. È stato il patrigno dello sceneggiatore Jonathan Axelrod (che ha sposato l'attrice Illeana Douglas). È suo nipote l'attore Taliesin Jaffe.

### Carriera
All'inizio della sua carriera, Axelrod ha lavorato nel teatro estivo come direttore di scena e attore occasionale. Durante la seconda guerra mondiale fu membro dell'Army Signal Corps. Ritornato alla vita civile, ha scritto per The Shadow, Midnight, Grand Ole Opry e altri programmi radiofonici. Con l'avvento della televisione ha continuato a scrivere, lavorando alla fine su più di 400 sceneggiature TV e radiofoniche. 
I comici per i quali ha scritto includevano Jerry Lewis e Dean Martin, inoltre Axelrod ha scritto la commedia teatrale The Seven Year Itch (1952), un'audace satira sociale su un uomo della classe media che ha una relazione mentre la moglie e i figli sono in vacanza. The Seven Year Itch è stato presentato per la prima volta da Courtney Burr ed Elliot Nugent al Fulton Theatre di New York City, il 15 luglio 1952.
Il successo di Axelrod lo ha spinto a scrivere una commedia drammatica per la televisione, Confessions of a Nervous Man, con Art Carney nei panni di un drammaturgo che aspetta ansiosamente in un bar del Theater District le recensioni sui giornali della sua prima opera teatrale. Basata sulle sue esperienze nella serata di apertura di The Seven Year Itch, l'opera teatrale di un'ora è stata presentata come l'episodio del 30 novembre 1953 di Studio One. Occasionalmente è apparso in televisione come relatore ospite in What's My Line?
Il successo a Broadway di The Seven Year Itch ha portato al film del 1955 diretto da Billy Wilder e interpretato da Marilyn Monroe. La trama è stata modificata in modo che il marito (Tom Ewell) fantastichi solo di avere una relazione.
Il passo successivo di Axelrod è stato Will Success Spoil Rock Hunter?, una commedia faustiana su uno scrittore di una rivista (Orson Bean) che vende la sua anima al diavolo, sotto le spoglie di un agente letterario, per diventare uno sceneggiatore di successo. Andò in scena per più di un anno a Broadway, fra il 1955 e il 1956, e ricevette molta attenzione dalla stampa nazionale grazie alla star principale, Jayne Mansfield. I diritti cinematografici sono stati acquistati dalla 20th Century Fox, ma lo studio ha chiesto al regista/sceneggiatore Frank Tashlin di cambiare la storia in una satira sulla pubblicità televisiva e di eliminare tutti i personaggi di Axelrod tranne Rita Marlowe (con la Mansfield che ha ricreato il suo ruolo teatrale). Axelrod disprezzava la versione cinematografica del 1957, dicendo che non andò a vederla perché lo studio "non ha mai usato la mia storia, la mia commedia o la mia sceneggiatura".
Nel 1959-60, Lauren Bacall ha recitato nella sua commedia comica Goodbye Charlie che è stata inscenata per 109 spettacoli e seguita da una versione cinematografica con Debbie Reynolds . Durante la fine degli anni '50 e l'inizio degli anni '60, Axelrod è stato uno degli sceneggiatori più pagati di Hollywood ed è stato nominato per un Oscar per il suo adattamento del 1961 di Colazione da Tiffany di Truman Capote. 
È stato molto apprezzato anche per il suo adattamento del romanzo di Richard Condon per il thriller sulla Guerra Fredda del regista John Frankenheimer The Manchurian Candidate (1962) con Laurence Harvey e Frank Sinatra. Axelrod, che lo ha co-prodotto, lo considerava il suo miglior adattamento cinematografico. 
Dopo l'assassinio del presidente John F. Kennedy nel novembre 1963, il film è stato ritirato dalla circolazione e non è stato ripubblicato fino al 1988, quando è diventato un successo al botteghino ed è stato considerato dalla critica un classico del cinema americano.
Axelrod ha scritto la sceneggiatura originale di How to Murder Your Wife (1965), diretto da Richard Quine con Jack Lemmon, Virna Lisi e Terry-Thomas. Ha diretto inoltre Lord Love a Duck (1966) e due anni dopo La vita segreta di una moglie americana (1968). 
Dopo una pausa di un decennio, è tornato al cinema con la sceneggiatura di un remake di The Lady Vanishes (1979), che non ebbe successo. I contributi successivi includono le sceneggiature per The Holcroft Covenant (1985) e The Fourth Protocol (1987) di Frankenheimer.
Axelrod è stato anche autore di tre romanzi: Blackmailer, un fumetto giallo; La scelta del mendicante, una commedia sull'inversione dei ruoli; e Dove sono ora quando ho bisogno di me?, una panoramica umoristica della scena hollywoodiana.

### Morte
Il 21 giugno 2003, all'età di 81 anni, Axelrod è deceduto nella sua casa di Los Angeles. Era stato ricoverato in ospedale dopo una lunga malattia. Il suo corpo è stato cremato.

## Filmografia

### Adattamenti cinematografici
- Quando la moglie è in vacanza, diretto da Billy Wilder (1955, basato sull'opera teatrale The Seven Year Itch)
- La bionda esplosiva, diretto da Frank Tashlin (1957, basato sull'opera teatrale Will Success Spoil Rock Hunter?)
- Ciao, Charlie, regia di Vincente Minnelli (1964, tratto dall'opera teatrale Goodbye Charlie)

### Sceneggiatore
- Phffft... e l'amore si sgonfia, regia di Mark Robson (1954)
- Fermata d'autobus, regia di Joshua Logan (1956)
- Colazione da Tiffany, regia di Blake Edwards (1961)
- Va' e uccidi, regia di John Frankenheimer (1962)
- Insieme a Parigi, regia di Richard Quine (1964)
- Come uccidere vostra moglie, regia di Richard Quine (1965)
- Lord Love a Duck, regia di George Axelrod (1966)
- La vita segreta di una moglie americana, regia di George Axelrod (1968)
- Il mistero della signora scomparsa, regia di Anthony Page (1979)
- Il ritorno delle aquile, regia di John Frankenheimer (1985)
- Quarto protocollo, regia di John Mackenzie (1987)
- The Manchurian Candidate, regia di Jonathan Demme (2004), Remake del film del 1962

### Regista
- Lord Love a Duck (1966)
- La vita segreta di una moglie americana (1968)

### Produttore
- Va' e uccidi, regia di John Frankenheimer (1962)
- Insieme a Parigi, regia di Richard Quine (1964)
- Come uccidere vostra moglie, regia di Richard Quine (1965)
- Lord Love a Duck, regia di George Axelrod (1966)
- La vita segreta di una moglie americana, regia di George Axelrod (1968)